# Acantholabrus
Acantholabrus is een monotypisch geslacht van straalvinnige vissen uit de familie van lipvissen (Labridae). Het geslacht werd voor het eerst wetenschappelijk beschreven in 1839 door Achille Valenciennes.

## Soort
- Acantholabrus palloni (Risso, 1810)